# エリック・エジョフォー
エリック・エジョフォー（Eric Ejiofor、1979年7月21日 - ）は、ナイジェリアの元サッカー選手。元ナイジェリア代表。ポジションはディフェンダー。

## 来歴
2000年にナイジェリア代表デビュー。2002 FIFAワールドカップのメンバーにも選ばれた。ナイジェリア代表で14試合に出場した。

## 代表歴

### 出場大会
- ナイジェリア代表
  - 2002 FIFAワールドカップ

### 試合数
- 国際Aマッチ 14試合 0得点（2000年-2002年）[1]

| ナイジェリア代表 | 国際Aマッチ | 国際Aマッチ |
| 年               | 出場        | 得点        |
| ---------------- | ----------- | ----------- |
| 2000             | 2           | 0           |
| 2001             | 6           | 0           |
| 2002             | 6           | 0           |
| 通算             | 14          | 0           |